# ISO/IEC 18033
ISO/IEC 18033 (Information technology - Security techniques - Encryption algorithms)とは、ISO/IECによる暗号化アルゴリズムに関する国際標準規格である。

## 概要
以下の部からなる。
- Part 1: General （総論）
- Part 2: Asymmetric ciphers （非対称暗号）
- Part 3: Block ciphers （ブロック暗号）
- Part 4: Stream ciphers （ストリーム暗号）
- Part 5: Identity-based ciphers（IDベース暗号）
- Part 6: Homomorphic encryption（準同型暗号）

さらに2021年現在、Part 7: Tweakable block ciphers（調整値付きブロック暗号）も策定中である。
非対称暗号としては、
- ECIES-KEM, PSEC-KEM, ACE-KEM, RSA-KEM (鍵カプセル化)
- RSAES, HIME(R)

ブロック暗号としては、64-bitと128-bitの2種類があり、
- TDEA, MISTY1, CAST-128, HIGHT (64bit)
- AES, Camellia, SEED (128bit)

を規定する。
ストリーム暗号では、キーストリーム生成法とストリーム暗号の利用モードについての規定からなり、キーストリーム生成法としては、
- OFB, CTR, CFB (ブロック暗号の暗号利用モードによる)
- MUGI, SNOW 2.0, Rabbit, Decim v2, KCipher-2 (専用のキーストリーム生成法)

ストリーム暗号の利用モードとしては、
- binay-additive output function
- MULTI-SO1 output function

の2つを規定する。

## 経緯
JTC 1/SC 27では暗号アルゴリズム(秘匿用途のもの)については登録制 (ISO 9979)をとり、標準化は行わない方針であった。しかし、1999年に方針変更があり、暗号アルゴリズムの公募を行って、標準化を行うことになった。
- 2005年3月1日 18033-1 が発行
- 2005年7月15日 18033-3, 18033-4 が発行
- 2006年5月1日 18033-2 が発行
- 2010年12月15日 18033-3 Ed.2が発行
- 2011年12月15日 18033-4 Ed.2が発行